# Hanukkiyyà

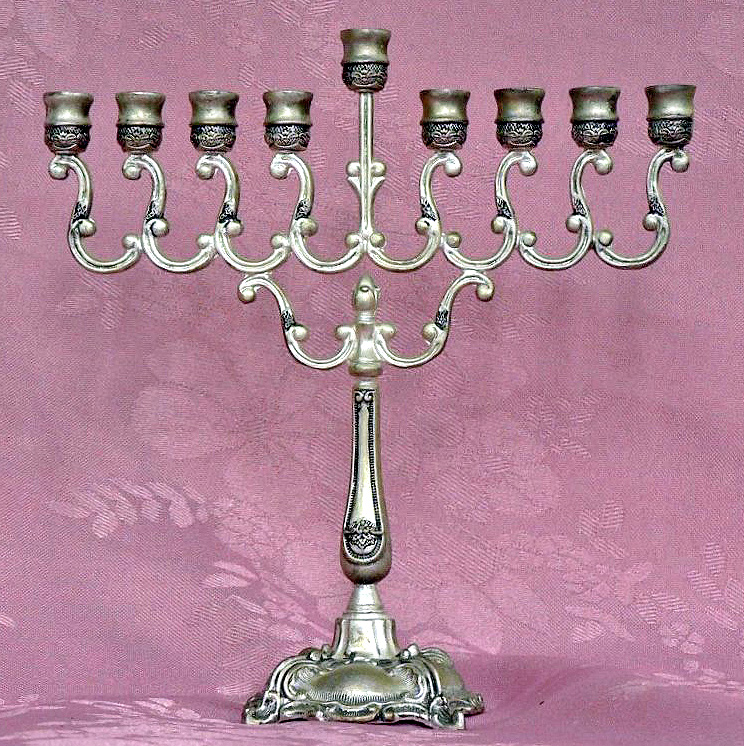
Hanukkiyyà (חנוכיה)

La hanukkiyyà (en hebreu חַנֻכִּיָּה, pl. hanukkiyyot) és un canelobre de nou braços que s'encén durant els vuit dies de la festa jueva de Hanukkà, consta de vuit braços normals i un d'especial anomenat xamaix. El nom hanukkiyyà ve de finals del segle xix de la muller d'Eliezer Ben Yehuda, una de les persones que va treballar per ressuscitar la llengua hebrea.
La hanukkiyyà celebra la rededicació del Temple després de l'èxit de la revolta jueva macabea contra la monarquia Selèucida. Segons el Talmud, els jueus només van trobar prou oli d'oliva ritualment pur com per encendre la hanukkiyyà durant un dia, però el subministrament va durar miraculosament vuit dies. Per celebrar aquest miracle, la hanukkiyyà consta de vuit braços i vuit espelmes o llums d'oli i cap d'elles és més alta que l'altre, exceptuant l'espelma auxiliar o xamaix, que protegeix el canelobre d'ús secular i que també es fa servir per encendre les altres espelmes. Cada nit durant la commemoració del miracle s'encén una espelma més; la primera nit una, la segona nit dues i així successivament fins que a la vuitena nit del Hanukkà les vuit espelmes i el xamaix estan encesos. Una altra possible explicació dels vuit braços és que la llei religiosa prohibia fer un canelobre similar al de set braços que hi ha al Temple.

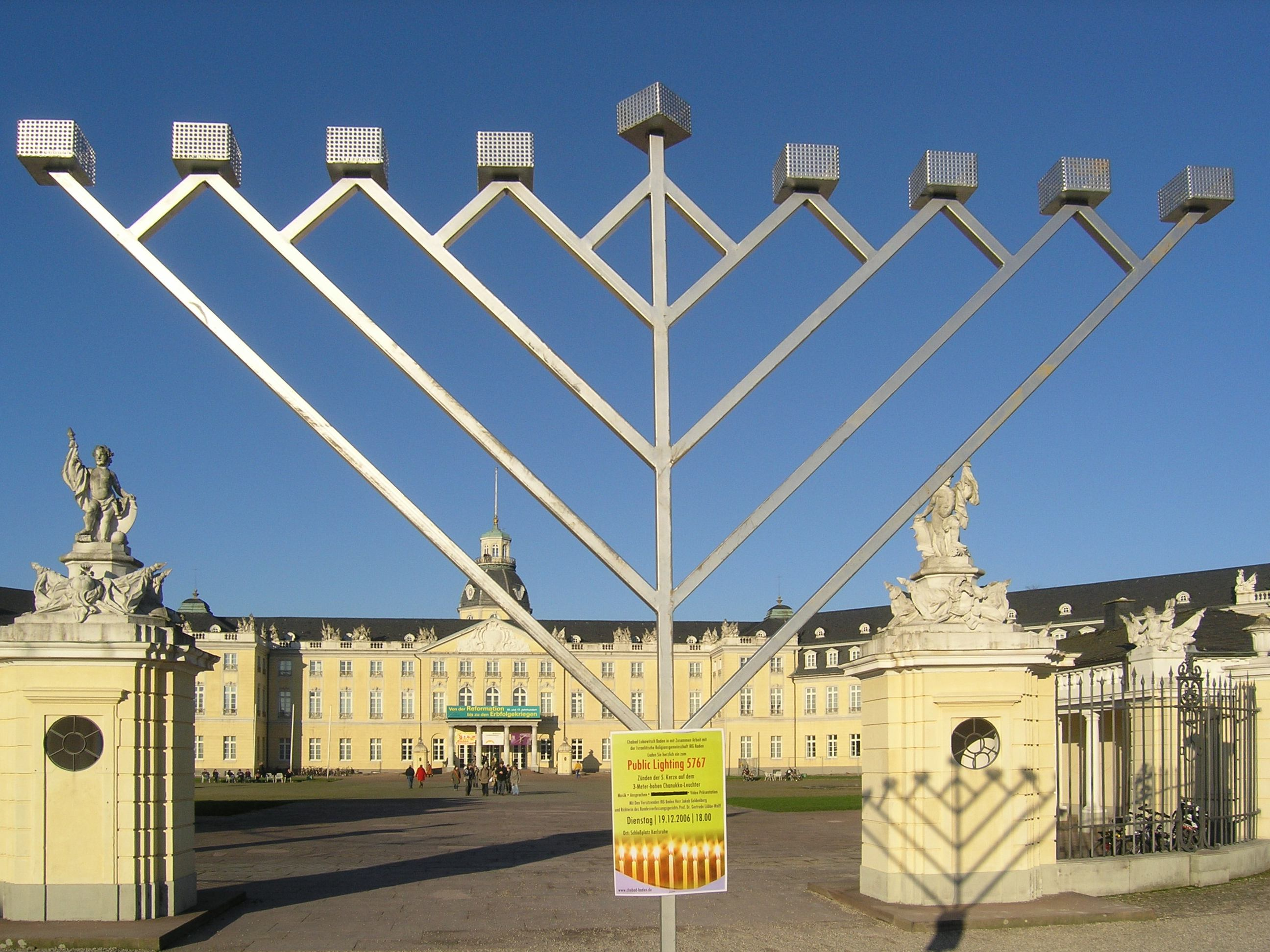
Una hanukkiyyà gran per a cerimònies públiques

Una altra interpretació de la cerimònia dels vuit dies és que commemora la història d'Hannah i els seus set fills. La història representada en el Talmud explica com els set fills d'Hannah van ser torturats i executats d'acord amb la política d'Antíoc IV, quan es varen negar a agenollar-se davant d'una estàtua i a menjar porc. Hannah es va suïcidar després de la mort dels seus fills.